# Milétoszi Hekataiosz
Hekataiosz (Ἑκαταῖος, Milétosz, i. e. 540 körül – i. e. 479 körül) földrajztudós, Hégészandrosz fia.
Görögországon kívül az Óperzsa Birodalmat is bejárta. Hétkötetes munkában (Περίοδος γῆς, Periodosz gész, „Körutazás a Földön”) írta le a Földközi-tenger vidékének földrajztudományi és néprajzi sajátosságait. Az adatok száraz felsorolását novellisztikus betétekkel élénkítette. A tájleírást tudományos hitelességgel, ugyanakkor irodalmi formába öntve, magas szinten művelte. Genealogia (Leszármazások) című munkájában az idő problémájával foglalkozott. Az emberek kora és az időtlen mítikus kor közötti szakadékot oly módon próbálta áthidalni, hogy megszerkesztette a pontosan azonosított nemzedékek egymást követő, hiánytalan sorozatát. Munkásságával a tudományos történetírást alapozta meg.
Újrarajzolta Anaximandrosz térképét, kiegészítve saját tapasztalataival. A korong alakú Földet körülölelő Ókeanoszból nyugaton a Földközi-tenger, keleten a Phasis (Rioni), délen a Nílus ágazik ki. A három világfolyó három kontinensre osztja a világot: Európa, Ázsia és Libia - mely alatt ekkoriban Afrikát értették.